# كانتارو قاذف الألعاب النارية ومحطات 53 في توكايدو
كانتارو قاذف الألعاب النارية ومحطات 53 في توكايدو (باليابانية: かんしゃく玉なげカン太郎の東海道五十三次، بالروماجي: Kanshaku tamanage Kantarō no Tōkaidō Gojūsan-tsugi)، هي لعبة فيديو يابانية من نوع أكشن مغامرات، وهي من تطوير ونشر صن سوفت، صدرت اللعبة في الأسواق اليابانية بتاريخ 3 يوليو 1986، وتعمل حصراً لمنصة فاميكوم، وفي تاريخ 17 أبريل 2024، تمت إعادة إصدار اللعبة الكلاسيكية على منصات بلاي ستيشن 5 وإكس بوكس سيريس إكس/إس ومنصة ستيم عبر نظام التشغيل مايكروسوفت ويندوز، تحت عنوان عودة صن سوفت "SUNSOFT is Back!"، حيث ترجمت هذه اللعبة إلى اللغة الإنجليزية.